# Cartonajes Suñer
Cartonajes Suñer es una empresa española dedicada a la fabricación de cajas, envases y bobinas de cartón. Es la industria más importante de España en la producción de envases de cartoncillo y material flexible. En la actualidad es propiedad del grupo multinacional Alcan. Fue, junto con Avidesa, la empresa más importante del imperio industrial creado por Luis Suñer a lo largo de todo el siglo XX. Tiene sus instalaciones en Alcira, en la provincia de Valencia.

## Historia
Cartonajes Suñer fue fundada en 1922 por José Suñer y su esposa Ana Sanchis. En sus inicios fue un pequeño taller dedicado a la fabricación de cajas de cartón. En 1935 se abrieron nuevas instalaciones. La sociedad tomó el nombre Cartonajes Suñer Hermanos, SRC. La empresa fue colectivizada por sus obreros, adheridos a la Confederación Nacional del Trabajo durante la guerra civil española funcionando en régimen de autogestión obrera durante ese tiempo y devuelta a la familia Suñer al finalizar la contienda en 1939. En 1945 la fábrica sufrió un gran incendio que la dejó completamente destruida. Las actividades tuvieron que desarrollarse durante más de diez años en un lugar provisional. En 1947 recibió la visita del jefe del Estado, Francisco Franco. En 1958 fue visitada por el ministro de Trabajo, Fermín Sanz Orrio. En 1959 se adquirieron nuevos terrenos y se inauguró una nueva factoría. En el entorno de las nuevas instalaciones, Luis Suñer promovió un área residencial para sus trabajadores, llamada Colonia Ana Sanchis, que fue inaugurada por el ministro de la Vivienda, José María Martínez Sánchez-Arjona, en 1960. En 1963 la empresa pasó a denominarse Cartonajes Suñer, y, en 1969, se constituyó en sociedad anónima (Cartonajes Suñer, S.A.). En 1981, durante el secuestro de Luis Suñer por la banda terrorista ETA, su hija María del Carmen Suñer Picó asumió la dirección de la compañía.
Tras el fallecimiento de Luis Suñer, su hija ocupó la presidencia del consejo de administración. La empresa  fue vendida en 1992 a Cragnotti & Partners (italiano Capital de Riesgo), que revendió a Lawson Mardon (Lawson Mardon Suñer, S.A.). En 1994, Lawson Mardon fue adquirida por el grupo Alusuisse Lonza, dedicado al aluminio y envases flexibles, que a su vez fue adquirido por el grupo Alcan, segundo mayor productor de aluminio del mundo, en 2000. Alcan, actual propietario de la empresa, renovó las fábricas, trasladándolas fuera del casco urbano de Alcira a una antigua área industrial, propiedad de Avidesa, donde se construyeron las nuevas factorías. Las líneas de producción de cajas plegables fueron vendidas en 2004 a Mayr-Melnhof, cuyas instalaciones fueron trasladadas a esta misma área industrial.

## Tecnología
De entre la maquinaria de vanguardia que ha utilizado la empresa a lo largo de su historia destacan la Flex, en los años 1950, para el envasado de ampollas, la Bobst Champlain dedicada a la fabricación de envases de cartón en los años 1960 y la Cerutti 2 implantada en 1996 para la producción de envases flexibles.
Desde sus inicios, Cartonajes Suñer introdujo en el mercado revolucionarias cajas de cartón plegable, aplicadas al sector de envasado de cítricos y a la industria farmacéutica.

## Distinciones
- Es declarada por el Gobierno Empresa Modelo y Ejemplar en 1959.
- Premio Nacional Packaging, 1990.
- Premio a la Industria 1991, de la Cámara de Comercio de Valencia.
- Premio Envase Flexible de Liderpack, 1997.